# 6-Monoacetilcodeína
6-Monoacetilcodeína (6-MAC) é um éster acetato tóxico da codeína na qual o grupo hidroxila da posição 6 tenha sido acetilado. Está ocasionalmente presente como uma impureza na heroína traficada nas ruas e geralmente é produzida quando se tenta obter a heroína de uma solução de morfina na qual alguma codeína da solução de ópio original ainda resta. É formado através da adição de anidrido acético, que só acetila a posição 6 na codeína ou como resultado da adição de ácido acético com um catalisador em uma tentativa de criar 6-monoacetilmorfina, o éster equivalente de morfina que é um pouco mais potente que a heroína em si.<